# King Lake (Nebraska)
King Lake es un lugar designado por el censo ubicado en el condado de Douglas en el estado estadounidense de Nebraska. En el Censo de 2010 tenía una población de 280 habitantes y una densidad poblacional de 106,72 personas por km².

## Geografía
King Lake se encuentra ubicado en las coordenadas 41°18′41″N 96°18′6″O / 41.31139, -96.30167. Según la Oficina del Censo de los Estados Unidos, King Lake tiene una superficie total de 2.62 km², de la cual 2.56 km² corresponden a tierra firme y (2.47%) 0.06 km² es agua.

## Demografía
Según el censo de 2010, había 280 personas residiendo en King Lake. La densidad de población era de 106,72 hab./km². De los 280 habitantes, King Lake estaba compuesto por el 90.36% blancos, el 0% eran afroamericanos, el 1.07% eran amerindios, el 0% eran asiáticos, el 0% eran isleños del Pacífico, el 5% eran de otras razas y el 3.57% pertenecían a dos o más razas. Del total de la población el 7.86% eran hispanos o latinos de cualquier raza.